# 19517 Robertocarlos
19517 Robertocarlos è un asteroide della fascia principale. Scoperto nel 1998, presenta un'orbita caratterizzata da un semiasse maggiore pari a 2,6633537 UA e da un'eccentricità di 0,1445966, inclinata di 7,54706° rispetto all'eclittica.